# Ippolito Desideri
Ippolito Desideri (Pistoia, 21 de diciembre de 1684 - Roma, 14 de abril de 1733) fue un misionero y viajero jesuita  italiano y el más famoso de los primeros misioneros europeos que fundaron la Iglesia católica en el Tíbet. También fue el primer tibetólogo documentado y el primer europeo que estudió con éxito tanto el tibetano clásico como el tibetano estándar.

## Biografía
Desideri nació en 1684 en una familia bastante próspera en Pistoia, en el Gran Ducado de Toscana, que entonces estaba bajo el gobierno del gran duque Cosme III de la casa de los Médici.  Desideri fue educado desde la infancia en la escuela jesuita de Pistoia, y, en 1700, fue seleccionado para asistir al Collegio Romano en Roma. De 1706 a 1710 enseñó literatura en los colegios jesuitas de Orvieto y Arezzo, y más tarde en el propio Collegio Romano.

### Viaje al Tíbet
Su solicitud para la misión de las Indias Orientales fue aceptada por el Superior General de la Compañía de Jesús, el padre Michelangelo Tamburini, en 1712, y se le asignó la tarea de reabrir la largamente inactiva misión jesuita en el Tíbet, que permanecía bajo la jurisdicción de la provincia de Goa de la Compañía. Desideri salió de Roma el 27 de septiembre de 1712 y se embarcó en Lisboa hacia la India portuguesa, llegando al puerto de Goa un año después. Desde Goa viajó a Surat, Ahmedabad, Rajastán y Delhi, llegando a Agra (sede de la misión jesuita en el norte de la India) el 15 de septiembre de 1714. Desde allí regresó a Delhi, donde conoció a su superior y compañero de viaje, el jesuita portugués Manoel Freyre. Juntos viajaron desde Delhi a Srinagar en Cachemira (donde se retrasaron seis meses y Desideri sufrió una enfermedad intestinal casi mortal), y de Cachemira a Leh, capital de Ladakh, llegando allí a finales de junio de 1715. Según Desideri, fueron bien recibidos por el Gyalpo, o rey, de Ladakh y su corte, y éste quiso permanecer allí para fundar una misión, pero se vio obligado a obedecer a su superior, el padre Freyre, quien insistió en que, en cambio, continuaran hacia el Tíbet central y Lhasa.
Así emprendieron un peligroso viaje invernal de siete meses a través de la meseta tibetana; mal preparados e inexpertos, su supervivencia se debió probablemente a la ayuda que recibieron de Casal, el gobernador mongol (y viuda del anterior gobernador del Tíbet occidental), que dejaba su puesto y regresaba a Lhasa. Viajaron con su caravana armada y finalmente llegaron a Lhasa el 18 de marzo de 1716. Después de algunas semanas, el padre  Freyre regresó a la India, vía Katmandú y Patna, dejando al padre Desideri a cargo de la misión. Era el único misionero europeo en el Tíbet en ese momento.

### Establecimiento en Lhasa
Poco después de llegar a Lhasa, Desideri fue recibido en audiencia por el Khan mongol del Tíbet, Lhazang Khan, quien le dio permiso para alquilar una casa en Lhasa y practicar y predicar el cristianismo. Después de leer el primer trabajo de Desideri en tibetano, explicando los conceptos básicos de la doctrina católica romana, Lhazang Khan le aconsejó mejorar su conocimiento del idioma tibetano y estudiar también literatura tibetana. Después de algunos meses de estudio intensivo ingresó en el monasterio budista de Sera, una de las tres grandes universidades monásticas de la secta Gelukpa, políticamente ascendente. Allí estudió y debatió con monjes y eruditos budistas tibetanos, y se le permitió ofrecer la Misa Tridentina en un altar católico romano en sus habitaciones. Aprendió la lengua literaria tibetano clásico  (antes desconocido para los europeos) y se convirtió en un estudiante voraz de la literatura, la filosofía y la cultura tibetanas.
A finales de 1717 se vio obligado a abandonar Lhasa debido a los disturbios provocados por la invasión del Tíbet por parte del kanato de Zungaria. Se retiró al hospicio de los capuchinos en la provincia de Dakpo, en el centro sur del Tíbet, aunque regresó a Lhasa durante períodos considerables durante el período 1719-1720. Entre 1718 y 1721 compuso cinco obras en lengua literaria clásica tibetana, en las que buscaba refutar los conceptos filosóficos de renacimiento (al que denominó «metempsicosis») y nihilismo o «vacío» (Wylie: stong pa nyid; sánscrito: Śūnyatā), que en su opinión impedía más las conversiones del budismo tibetano a la Iglesia católica en el Tíbet. En sus libros el padre Desideri también adoptó y utilizó múltiples técnicas filosóficas de la literatura tibetana para la argumentación escolástica. Desideri también utilizó múltiples citas del dharma y vinaya, e incluso llevó el escolasticismo de santo Tomás de Aquino a un debate con la filosofía Madhyamaka nihilista de Nagarjuna para defender su caso a favor de «la superioridad de la teología cristiana».

### Conflicto con los capuchinos
A los misioneros italianos de la Orden de los Hermanos Menores Capuchinos se les había concedido la misión tibetana en 1703 por parte de la Sacra Congregatio de Propaganda Fide, la rama de la administración de la Iglesia que controlaba la actividad misionera católica en todo el mundo. Tres capuchinos, dirigidos por Francesco della Penna, llegaron a Lhasa en octubre de 1716 y rápidamente presentaron documentos a Desideri que, según ellos, confirmaban su derecho exclusivo a la misión tibetana por parte de la Propaganda. Desideri impugnó la acusación de desobediencia a la Propaganda Fide y ambas partes se quejaron ante Roma. Mientras tanto, Desideri ayudó a sus correligionarios capuchinos a aclimatarse al Tíbet. Si bien los capuchinos no tenían ningún problema personal con Desideri, temían que otros jesuitas los siguieran y los desplazaran del Tíbet y Nepal, y solicitaron su expulsión del país. En enero de 1721, Desideri recibió la orden de abandonar el Tíbet y regresar a la India. Después de una larga estancia en Kuti, en la frontera tibetano-nepalí, regresó a Agra en 1722.

### Los últimos años
En Agra, Desideri fue nombrado pastor principal de la comunidad católica en la ciudad capital del Imperio mogol, Delhi. Organizó la educación y los servicios para la comunidad e hizo construir una nueva iglesia para reemplazar al antiguo edificio en ruinas. En 1725 fue a la misión de la iglesia jesuita francesa Siro-Malabar en Pondicherry, y se puso a trabajar aprendiendo el idioma tamil y llevando a cabo la misión allí. En 1727 fue enviado a Roma para promover la causa de beatificación de Juan de Brito, un jesuita que había muerto mártir en el sur de la India. Llevó consigo sus extensas notas sobre el Tíbet, su cultura y religión, y comenzó a trabajar en su Relación, que en su último manuscrito se tituló Notizie Istoriche del Tibet [Noticias históricas del Tíbet] mientras aún regresaba a casa en un barco francés. 
Desembarcó en Francia en agosto de 1727, y tras una estancia en ese país, donde se reunió con importantes cardenales y aristócratas y tuvo una audiencia con el rey Luis XV, llegó a Roma en enero de 1728. Fijó su residencia en la Casa Profesa de los jesuitas, y su tiempo lo ocupó plenamente en los procedimientos legales en la Propaganda Fide entre él, en representación de la orden de los jesuitas, y el padre Felice di Montecchio, que defendió ferozmente el caso de los capuchinos; Desideri escribió tres Defensas de la posición jesuita. El 29 de noviembre de 1732, la Propaganda emitió su escueta orden final sobre el asunto, confirmando el derecho exclusivo de los frailes capuchinos a la misión en el Tíbet y prohibiendo cualquier discusión adicional sobre el tema.
Desideri había estado trabajando durante ese tiempo en la revisión de una Relación sobre el Tíbet (Notizie istoriche del Tibet) y la estaba preparando para su publicación, que, al igual que su regreso al Tíbet, también estaba prohibida por una orden directa de la Propaganda Fide. Mientras aún esperaba la revocación de la orden y la oportunidad de regresar al Tíbet, el padre Ippolito Desideri murió inesperadamente a la edad de sólo 48 años, en el Collegio Romano el 13 de abril de 1733.

## Legado: escritos sobre el Tíbet
Los manuscritos de sus obras monumentales en múltiples idiomas, que comprenden el primer relato preciso de la geografía, el gobierno, la agricultura, las costumbres y la filosofía y creencia religiosa budista tibetana, fueron preservados en los archivos de la Compañía de Jesús y en una colección privada. 
Este importante documento sobre el Tíbet fue descubierto a finales del siglo XIX y publicado por primera vez en 1904. La Notizie... no se publicó íntegramente hasta mediados del siglo XX. El gran tibetólogo Sven Hedin que visitó Lhasa en 1916 escribió:

La geografía tibetana de Desideri sigue siendo para siempre una obra clásica. Es la primera descripción fiable del Tíbet jamás dada por un europeo. En los detalles topográficos los lamas topógrafos que trabajaban al mismo tiempo dieron mucho más. Pero compare la morfología general, la extensión y el clima del Tíbet de Desideri con las teorías de algunos geógrafos modernos de la época de Rawlinson y no dudará ni un segundo en saber a quién se debe el premio.
Desideri's Tibetan geography remains for ever a classic work. It is the first reliable description of Tibet ever given by an European. In topographical details the lama surveyors who worked at the same time gave much more. But compare Desideri's general morphology, extension and climate of Tibet with the theories of some modern geographers of Rawlinson's time and you will not hesitate a second as to whom the prize is due.
Southern Tibet (1917), de Sven Hedin

La Relación apareció finalmente en una edición completa de Luciano Petech que se publicó en los años 1950. En 1937 se había publicado una traducción abreviada al inglés y no apareció una traducción completa hasta 2010.

## Obras principales
- Mission to Tibet: The Extraordinary Eighteenth-Century Account of Father Ippolito Desideri S.J. Traducción de Michael Sweet, edición por Leonard Zwilling (Boston: Wisdom Publications, 2010)
- Ippolito Desideri: An Account of Tibet. The Travels of Ippolito Desideri of Pistoia, S.J., 1712–1727. Editada por Filippo De Filippi, con una introducción de C. Wessels, S.J. London: George Routledge & Sons, Ltd. 1932 (The Broadway Travellers)
- Opere Tibetane di Ippolito Desideri S.J. , editado por Giuseppe Toscano (4 vol., 1981-1989)
- Historical Notices of Tibet and Recollections of My Journeys, and the Mission Founded There (Relation),  y otras obras, editadas por  Luciano Petech (1954-1957, en Petech,"Missionari Italiani nel Tibet e nel Nepal" (Roma: Libraria dello Stato, 1954-1957),vols. 5–7.
- Dispelling the Darkness. A Jesuit's Quest for the Soul of Tibet. Donald S. Lopez Jr. y Thupten Jinpa, traducido y editores.  (Cambridge: Harvard University Press, 2017)
- When Thomas Aquinas met Nagarjuna: Two Works by Ippolito Desideri, S.J., traducción e introducción de Guido Stucco. (CreateSpace Independent Publishing Platform, 2016)